# Portugália az 1998. évi téli olimpiai játékokon
Portugália a japán Naganóban megrendezett 1998. évi téli olimpiai játékok egyik részt vevő nemzete volt. Az országot az olimpián 2 sportágban 2 sportoló képviselte, akik érmet nem szereztek.

## Gyorskorcsolya
Férfi
| Versenyző                            | Versenyszám | Eredmény | Helyezés |
| ------------------------------------ | ----------- | -------- | -------- |
| Fausto Armando de Oliveira Marreiros | 5000 m      | 7:01,87  | 31.      |

## Síakrobatika
Ugrás
| Versenyző              | Versenyszám | Selejtező | Selejtező | Döntő   | Döntő    |
| Versenyző              | Versenyszám | Pont      | Helyezés  | Pont    | Helyezés |
| ---------------------- | ----------- | --------- | --------- | ------- | -------- |
| Mafalda Mendes Pereira | Női         | 118,86    | 21.       | kiesett | kiesett  |